# Síd
Als síd ([ʃiːð], altirisch „Wohnsitz“, vom indogermanischen *sēd-) bezeichnet man die Wohnstätte einer mythologischen Gestalt oder eines mythologischen Volkes in Irland. In Deutschland hat sich der Begriff Feenhügel eingebürgert.

## Mythologie
Nachdem die Túatha Dé Danann von den Milesiern geschlagen worden waren, kam es zu Verhandlungen zwischen beiden Gruppen. Da die Túatha die Fähigkeit besaßen, den Milesiern Milch und Getreide zu entwenden, kamen beide darin überein, Irland in zwei Bereiche zu teilen: einen oberirdischen und einen unterirdischen. Die Túatha zogen sich „unter die Hügel“ zurück, während die Milesier über den Hügeln, also in der oberirdischen materiellen Welt, verblieben. Hierbei teilte Manannan mac Lir den Túatha die Gebiete zu, in die sie sich zurückziehen sollten, und wurde von da an zum König der síde. Der Síd wird als eine Parallelwelt beschrieben, die von normalen Menschen nicht betreten werden kann, die aber durchaus von den Túatha verlassen werden kann, um in die Welt der Menschen zu gelangen. Dies ist, unter anderem, im Ulster-Zyklus zu lesen, wo vereinzelt Götter aus den Feenhügeln kommen, um sich in die Belange der Menschen einzumischen.

## Síde

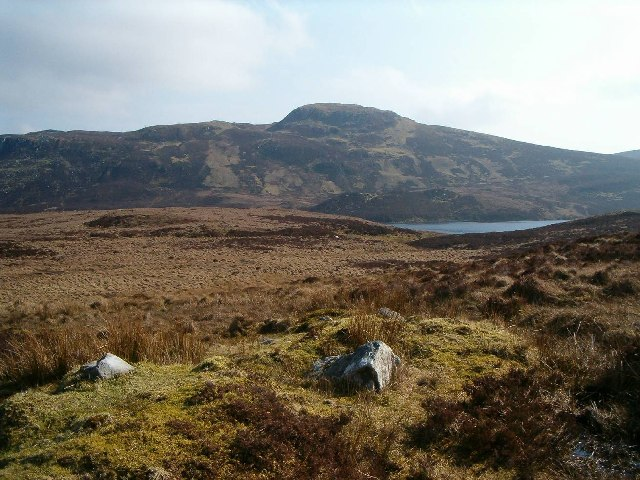
Die áes síd zogen sich in prominente Landschaftsstrukturen zurück, wie hier in den Sidh Mor.

Die Bewohner der Feenhügel werden als síde, auch sidhe, bezeichnet. Weiterhin sind auch spezifischere Bezeichnungen gebräuchlich, wie fir/fer síd (irisch „Männer des síd“), mná síd (irisch „Frauen des síd“) oder áes síd (irisch „Leute des síd“). Sie werden im schottischen Gälisch auch als síodhach oder síochach und im Walisischen tylwyth teg, „die schöne Familie“ oder ellyllon „Elfen“ bezeichnet. Je nach Beschreibung handelt es sich hierbei entweder um die Túatha selbst oder um deren Nachfahren.
Die Beschreibungen der Síde weichen in der Literatur voneinander ab. So werden sie einmal eher als zwergenhafte Wesen gesehen, die mit den kornischen Knockers verglichen werden. Andere beschreiben sie als hochgewachsen und filigran. Im Deutschen wird hier zwischen Feen und Elfen unterschieden, wobei die zwergenhaften Wesen als Feen, die Hochgewachsenen als Elfen bezeichnet werden.
Sylvia und Paul Botheroyd gehen davon aus, dass es sich bei den Feen um weibliche und bei den Elfen um männliche Síde handelt. Diese Interpretation ist aber zweifelhaft und kann auch nur aus den Zusammenhängen in den Sagen heraus gelesen werden, da es im Irischen eine solche Geschlechtertrennung im Sprachlichen für die Síde nicht zu geben scheint. Somit ist generell fraglich, inwieweit diese Unterscheidung in Feen und Elfen mythologisch belegbar ist.

## Lokalisation und Volksglaube

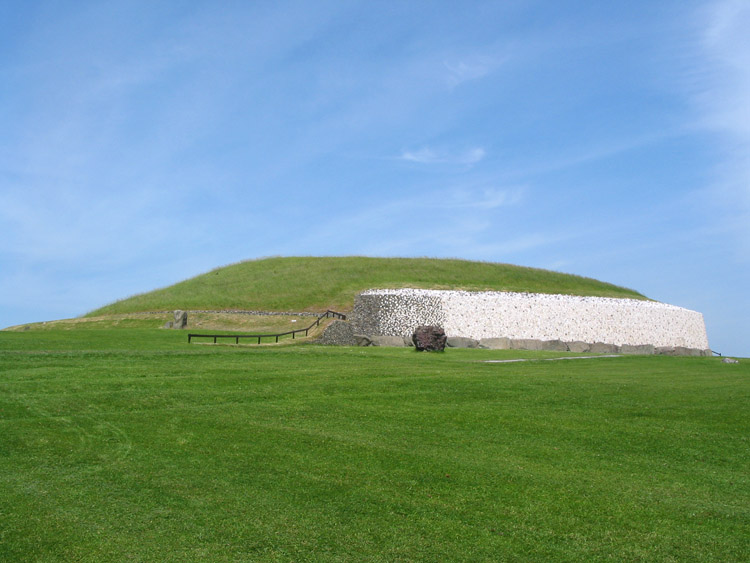
Newgrange wird als einer von vielen mystischen Zugängen zu den síd gesehen – der weiße hier "weißverblendete" Hügel (gäl. Síd Fionnachaid) entspricht der Vorstellung von Zugängen zum Síd am genauesten

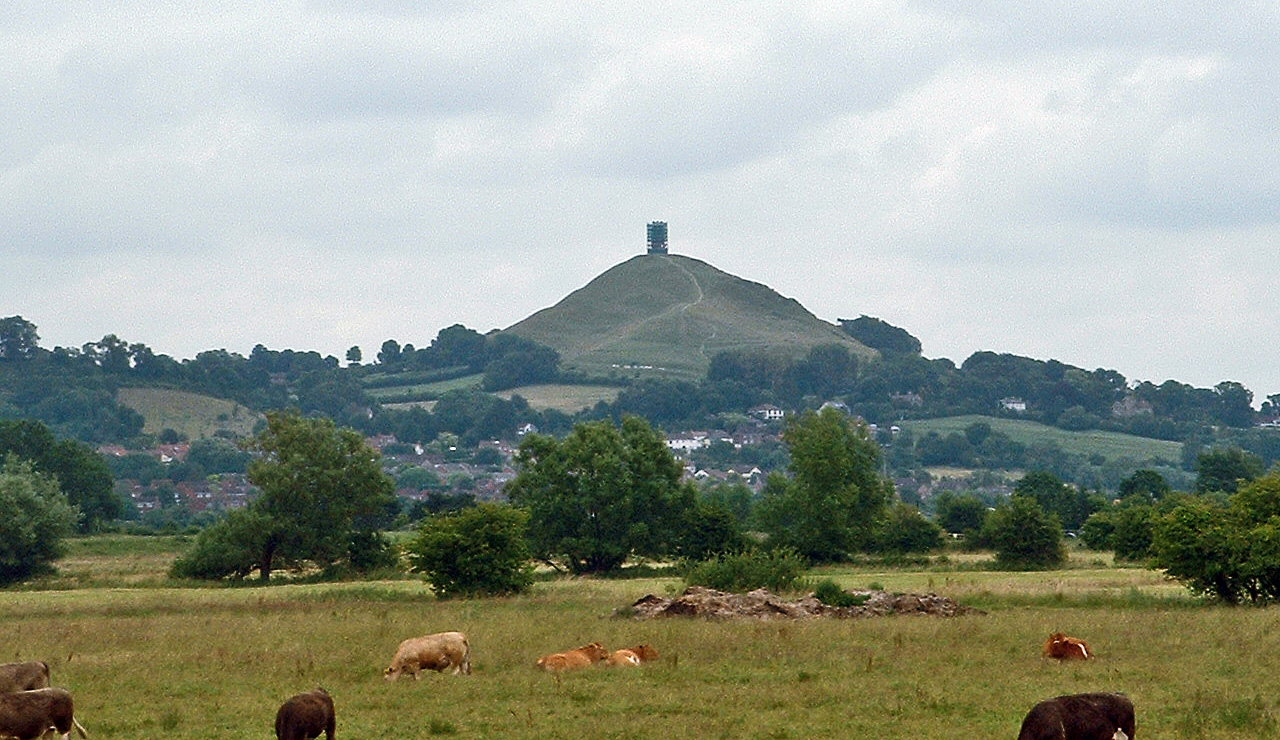
Glastonbury Tor, Gwynns Wohnsitz

Síd wird im Altirischen im Singular verwendet. Dies lässt zwar darauf schließen, dass es sich nicht um separate Hügel handelt, sondern um einen Gesamtbereich. So wird síd mit dem gorsedd (['gɔrsɛð], walisisch „Hügel, auf dem der Fürst sitzt“, übersetzt mit „Thron“) verglichen. Die Ansicht, dass es nur einen Feenhügel gibt, scheint der Tatsache zu widersprechen, dass es im irischen keinen Begriff für die gesamte Anderswelt gibt, sondern vielmehr viele Zugangsmöglichkeiten zu den Feenhügeln (z. B. die Keshcorran Caves) beschrieben wurden. Diese wiederum können sowohl räumlich, als auch zeitlich lokalisiert sein.
Räumlich orientierte Zugangspunkte verweisen zumeist auf prominente natürliche Begebenheiten wie Hügel oder Berge. Ein bekannter Feenhügel in Irland ist beispielsweise Brú na Bóinne, von wo Angus Og in die Welt der Sterblichen kam, zumeist, um ihnen zu helfen. Ein weiterer ist Brí Léith („Hügel des Grauen“, Slieve Callory bei Ardagh im County Longford), der Sitz des Midir (möglicherweise eine Facette des Manannan). Auch die künstlich aufgeschütteten Hügelgräber der Megalithkultur wurden als solche Zugangspunkte angesehen. So ist Síd Fionnachaid der Andersweltpalast und das Grab von Lir. Fionnachaid bedeutet "weißer Steinhaufen" oder "White Hill". Síd Fionnachaid befindet sich auf den Carrigatuke Hills in den Fews Mountains von Armagh.
Zeitlich orientierte Zugangspunkte spielen in der irischen Mythologie ebenfalls eine besondere Rolle. So wurde davon abgeraten, am Samhainfest des Nachts das Haus zu verlassen, da die Geister der Feenhügel unterwegs sind. Auch in den irischen Legenden spielt dieses Fest eine wichtige Rolle. In diesen Stunden soll es auch dem Menschen möglich sein, die Feenhügel zu betreten, was wohl ein verklausulierter Hinweis auf Menschenopfer ist.
Noch 1958 wurde auf dem Flughafen Shannon eine neue Startbahn anders als geplant verlegt, weil sie sonst durch ein leprechaun or fairy settlement geführt hätte, und 1959 streikten laut einem Bericht der Daily Mail vom 23. April zwei Dutzend Arbeiter, die bei Toorghlas (County Mayo) eine Straße bauen sollten – auch hier wäre ein fairy palace zerstört worden.
Heute gibt es in Irland die Sprichwörter:
Caithfidh sé gur ruag sídhéog. („Da müssen die Elfen im Spiel sein“ – wenn man etwas nicht finden kann)
Indiu an Luan ní chluinfidh siad sinn. („Heute ist Montag, da werden sie uns nicht hören“ – ein beschwichtigender Zusatz, wenn man über die síde redet)